# Farol da Ponta do Topo
O Farol da Ponta do Topo localiza-se na Ponta do Topo, extremo sueste da ilha de São Jorge, Açores. A sua lanterna está situada a 58 metros acima do nível do mar.
O farol tem o número nacional 772 e o número internacional D-2680 e é constituído por uma torre cilíndrica branca de 3 metros de altura, com edifícios anexos, encimada pela estrutura óptica, a qual, em conjunto com a torre e o edifício sobre o qual assenta, perfaz 16 metros de altura total. Tem um alcance luminoso de 20 milhas náuticas, sendo o seu sistema iluminante constituído por um pedestal rotativo com ópticas seladas funcionando com as seguintes características – Fl(3) 20s58m20M.

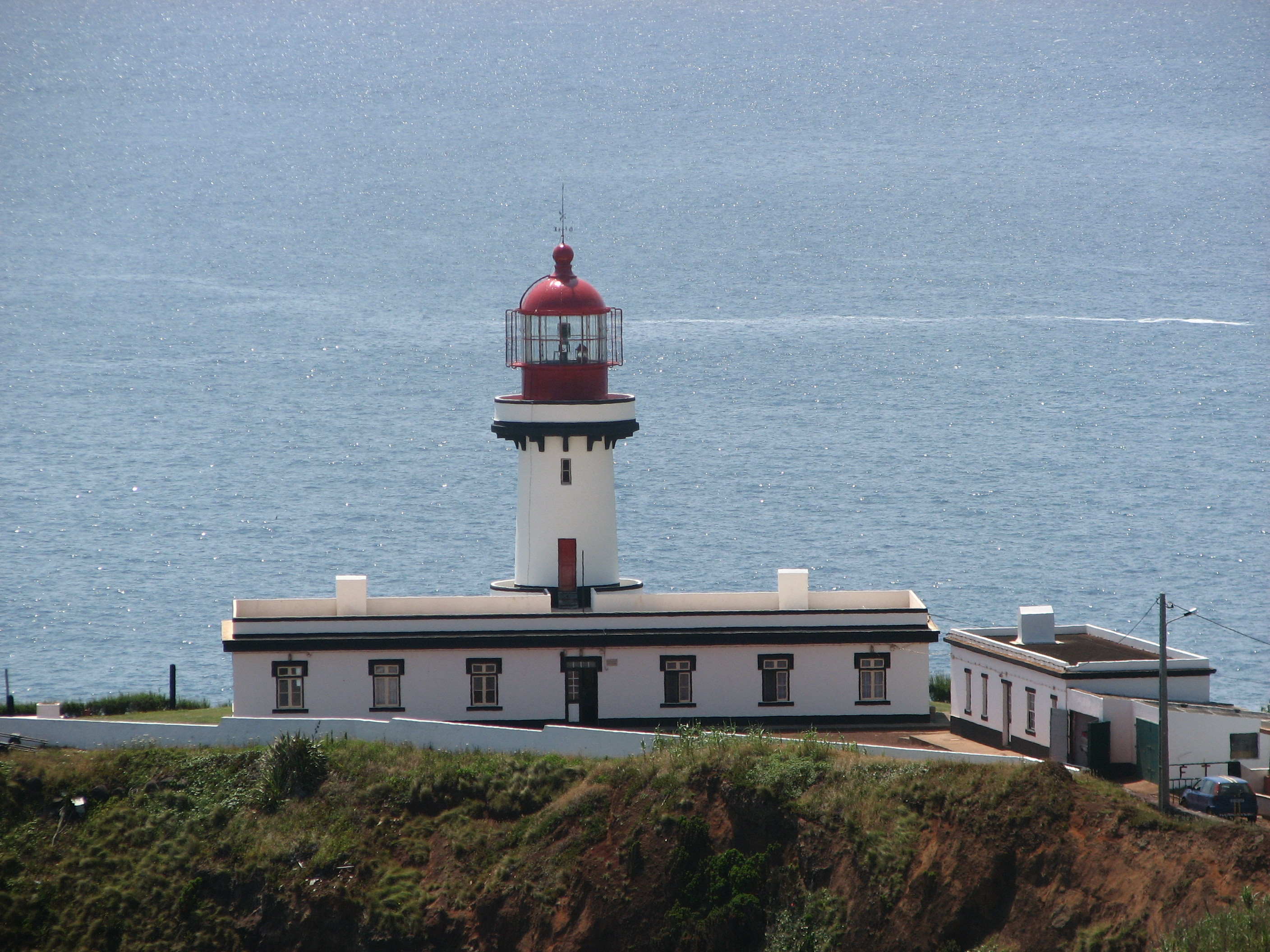
Farol da Ponta do Topo visto da Canada da Ponta.

O farol foi inaugurado em 1927, tendo sofrido grandes reparações na sequência do terramoto de 1980, que o danificou severamente.